# Municipio de Perry (condado de Brown)
El municipio de Perry (en inglés: Perry Township) es un municipio ubicado en el condado de Brown en el estado estadounidense de Ohio. En el año 2010 tenía una población de 4735 habitantes y una densidad poblacional de 30,96 personas por km².

## Geografía
El municipio de Perry se encuentra ubicado en las coordenadas 39°11′27″N 83°55′54″O / 39.19083, -83.93167. Según la Oficina del Censo de los Estados Unidos, el municipio tiene una superficie total de 152.96 km², de la cual 152.18 km² corresponden a tierra firme y (0.51%) 0.78 km² es agua.

## Demografía
Según el censo de 2010, había 4735 personas residiendo en el municipio de Perry. La densidad de población era de 30,96 hab./km². De los 4735 habitantes, el municipio de Perry estaba compuesto por el 97.93% blancos, el 0.27% eran afroamericanos, el 0.13% eran amerindios, el 0.38% eran asiáticos, el 0.02% eran isleños del Pacífico, el 0.21% eran de otras razas y el 1.06% pertenecían a dos o más razas. Del total de la población el 0.55% eran hispanos o latinos de cualquier raza.